# Valentin Madouas
Valentin Madouas (n. 12 iulie 1996, Brest, Franța) este un ciclist francez, medaliat olimpic. A participat la o ediție a Jocurilor Olimpice (2024) în care a câștigat o medalie de argint.